# Gergely Siklósi
Gergely Siklósi (ur. 4 września 1997 w Tapolcy) – węgierski szpadzista, wicemistrz olimpijski i złoty medalista mistrzostw świata.
W 2015 roku zdobył brąz drużynowo na mistrzostwach świata juniorów w Taszkencie. Na rozgrywanych rok później mistrzostwach świata juniorów w Bourges zdobył srebro drużynowo i brąz indywidualnie. Ponadto był trzeci indywidualnie i drużynowo na mistrzostwach świata juniorów w Płowdiwie w 2017 roku.
Wystartował na igrzyskach olimpijskich w Tokio, gdzie wywalczył srebrny medal w rywalizacji indywidualnej. W finale przegrał z Francuzem Romainem Cannone 10:15. 
Na rozgrywanych w 2019 roku mistrzostwach świata w Budapeszcie wywalczył złoty medal indywidualnie, w finale wygrywając z Rosjaninem Siergiejem Bidą. Był też między innymi czwarty drużynowo na mistrzostwach świata w Lipsku w 2017 roku i mistrzostwach świata w Kairze w 2022 roku.
Zdobył także brązowy medal w zawodach drużynowych na mistrzostwach Europy w Düsseldorfie w 2019 roku.
Ponadto na igrzyskach europejskich w Krakowie w 2023 roku Węgrzy z Siklósim w składzie zwyciężyli w turnieju drużynowym.